# Kol'skij rajon
Il Kol'skij rajon (in russo Кольский район?) è un rajon dell'Oblast' di Murmansk, nella Russia europea; il capoluogo è Kola. Istituito il 1º agosto 1927, ricopre una superficie di 28.320 chilometri quadrati e nel 2009 ospitava una popolazione di circa 49.000 abitanti.